# Paul Monyonge Kale
Paul Monyonge Kale, né le 20 mars 1910 à Buéa et mort en 1966, est un homme politique camerounais de premier plan de l'ère pré-indépendance du Cameroun méridional et président de la Chambre d'assemblée du Cameroun occidental jusqu'à sa mort.

## Biographie

### Études et jeunesse
Paul Monyonge Kale naît le 20 mars 1910 à Buéa. Il fréquente l'école primaire à Buéa avant de poursuivre ses études secondaires au Collège normal de Kake, près de Kumba. Il travaille ensuite comme enseignant à Buéa pendant plusieurs années.

### Carrière
En avril 1935, il s'installe à Lagos où il travaille comme superviseur des écoles de l'Armée du salut et pour le magazine West African Pilot (en). Grâce à son activité de journaliste, il se lance rapidement dans le militantisme. Il est l'un des membres fondateurs de l'Union sociale du Cameroun (USC), rejoint le Conseil national du Nigeria et du Cameroun (CNNC) et cofonde la Ligue des jeunes du Cameroun (LJC) et la Fédération nationale du Cameroun (FNC). Il participe également à la fondation de l'Union bakweri et de l'Association d'amélioration de Bamenda. En 1949, il fait partie de la délégation pan-nigériane à Londres,
En 1953, Paul Monyonge Kale retourne au Cameroun méridional où il crée avec Nerius N. Mbile le Parti populaire du Kamerun (PPK). En 1959, Paul Monyonge Kale quitte le PPK et fonde le Parti uni du Kamerun (PUK), qui prône l'indépendance du Cameroun britannique en tant qu'entité politique distincte. Plus tard, en 1960, le PPK fusionne avec le Convention nationale du peuple camerounais (KNC) pour former la coalition d'opposition, la Convention nationale du peuple camerounais (CNPC). Il est président de la Chambre d'assemblée du Cameroun occidental de 1961 à 1966.

## Publications
Son livre Political Evolution in the Cameroons est publiée à titre posthume en août 1967.
Un livre antérieur de Paul Monyonge Kale sur le peuple Bakweri est publié en 1939 et l'anthropologue britannique Edwin Ardener en a parlé dans son livre Kingdom on Mount Cameroon.